# Maxime Glansdorff
Maxime Glansdorff (Saint-Gilles (Bruxelas), 25 de maio de 1906 — Bruxelas, 16 de janeiro de 1972) foi um filósofo, economista e professor belga.

## Biografia
Foi redator do periódico La Revue économique internationale, assistente dos seminários de Economia Política da Faculdade de Direito da Universidade de Bruxelas, professor titular da cátedra de Economia Política, onde lecionou por vinte anos, e secretário do reitor. Depois da II Guerra Mundial assumiu a titularidade da cátedra de História das Doutrinas Econômicas, onde ganhou fama entre seus pares como dono de um vasto saber e grande autoridade moral. Em 1954 foi eleito presidente da nova Faculdade de Ciências Sociais. Em 1965 foi eleito membro da Academia Real da Bélgica.
Também fez uma carreira ilustre na administração pública. Em 1947 ocupou o posto de Conselheiro-chefe do Serviço de Estudos do Ministério dos Negócios Econômicos, e no mesmo ano presidiu uma comissão encarregada de implantar as resoluções adotadas na Conferência Nacional do Trabalho. Em 1948 foi presidente da Comissão Nacional dos Índices de Preços e Salários, e de 1961 a 1963 foi Diretor-geral de Estudos e Documentação do Ministério de Negócios Econômicos.

## Obra
Deixou uma série de trabalhos na forma de artigos e livros. Théorie générale de la valeur et ses applications en Esthétique et en Économie (1954) foi um reexame das teorias então vigentes sobre o valor. A obra foi bem recebida na Bélgica e no estrangeiro, e foi uma das duas finalistas do Prêmio Decenal de Economia Política e Sociologia mantido pelo governo belga. O júri de premiação assinalou a elevada qualidade da obra, e disse que era uma importante e erudita contribuição para a pesquisa científica de orientação humanística. Segundo Henri Janne, sua obra mais relevante é a que deu continuidade à anterior, Introduction à l'étude de l'économie expérimentale (1962), que tem sua originalidade na abordagem do valor como um fator fundamental da vida econômica, e que teve um desenvolvimento ulterior no livro Les déterminants de la théorie générale de la valeur et ses applications en esthétique, en religion, en morale, en économie et en politique (1966). Nesta obra, o autor se vale de uma teoria pautada na Axiologia, que estuda o valor, para tratar de temas como o valor estético, o valor moral e o valor econômico, chegando a uma teoria do valor na natureza humana. O trabalho foi incluído por Pierre-Marie Perret em sua lista de obras referenciais na história da teoria do valor. Outra obra digna de nota foi Essai sur l'avènement de la raison expérimentale, suivi de réflexions sur la philosophie naturelle de la liberté, onde aborda alguns dos temas mais importantes em sua produção: a verdade e os modos de alcançá-la, e o livre exame das evidências, trabalhando sobre as bases deixadas por Claude Bernard a respeito do determinismo natural e o método experimental.
Segundo Robert Hartman, o trabalho de Glansdorff em geral "se apoia firmemente na ciência como indicativo do locus do valor. Sua ênfase é em parte anti-metafísica, a fim de combater a corrente de metafísica profunda na teoria do valor cultivada no continente. [...] O valor é uma condição não apenas de ordem intelectual, mas também afetiva. A análise das qualidades afetivas da consciência levou Glansdorff ao resultado de que a teoria do valor não é nada mais que uma parte da teoria biológica da adaptação. O valor seria, em vários graus, um florescimento da consciência. É mais que uma ideia e mais que uma emoção. É a síntese da vida psíquica capaz de unir os pensamentos mais elevados com os afetos mais profundos". Para Janne, Glansdorff teve uma vida "rica de atividades e de criação. [...] Foi economista acima de tudo, mas se afirmou como filósofo do conhecimento e moralista".

### Hierarquia da beleza
Em Les déterminants de la théorie générale de la valeur et ses applications en esthétique, en religion, en morale, en economie et en politique, Glansdorff faz uso de uma "escala da beleza". Para ele, o belo consiste em quatro graus:
1. Joli (masculino) ou jolie (feminino): no primeiro grau da beleza, o belo é superficial, sem significações profundas. Ou seja, é algo que inebria os sentidos por meio de uma forma agradável.
2. Beau (masculino) ou belle (feminino): no segundo grau, o belo é tomado em sentido mais rigoroso, como algo que nos arrebata o espírito significativamente, seja na ordem sensível, seja na ordem representativa. Não basta ter "uma forma agradável", é necessário que haja uma grande admiração em termos de significado, contexto, informações relacionadas etc.
3. Sublime: no terceiro grau, temos a beleza superlativada. O sublime aparece na tradição filosófica enquanto sentimento elevado que nasce da constatação da grandeza da realidade em contraste com nosso ser efêmero e frágil. Por exemplo, podemos sentir o sublime ao admirar as estrelas e intuir a nossa incapacidade de comensurar o tamanho do Universo ou quando percebemos, distanciados, a potência de um raio, que denota a força da natureza.
4. Beleza mística: no quarto e último grau, o belo se torna inefável, ou seja, está além de qualquer descrição linguística. É o encontro com a divindade, com Deus. Um exemplo claro é a experiência de visão beatifica de Dante Alighieri na obra Divina Comédia.